# Georg Konrad Bürkli
Georg Konrad Bürkli (Zürich, 2 juni 1787 - Zürich, 4 maart 1873), was een Zwitsers politicus.
Georg Konrad Bürkli stamde uit een oud patriciërsgeslacht. Hij volgde een opleiding tot koopman en maakte daarna reizen naar Frankrijk en Italië. In 1811, na de dood van zijn vader, werd hij eigenaar van het familiebedrijf, een zijdehandel. Tot 1856 leidde hij dat bedrijf.
Hij was van 1823 tot 1831 lid van de gemeenteraad van de stad Zürich en van 1823 tot 1831 tevens van de Grote Raad. In 1831 werd hij Stadspresident van Zürich (dat wil zeggen burgemeester).
Bürkli overleed op 14 maart 1873 in Zürich.

## Familie
Zijn broer, Johann Georg Bürkli (1793-1851), was eveneens een politicus. Hij was lid van het Geloofscomité (zie Züriputsch) van dominee Bernhard Hirzel, dat zich verzette tegen de Duitse (liberale) theoloog Davis Friedrich Strauss, hoogleraar aan de Universiteit Zürich.